# جيمي ديلي
جيمي ديلي (بالإنجليزية: Jimmy Dailey)‏ (8 سبتمبر 1927 في المملكة المتحدة - 2002 بوايمث في المملكة المتحدة) هو مدرب كرة قدم ولاعب كرة قدم بريطاني في مركز الهجوم. لعب مع برمنغهام سيتي وشيفيلد وينزداي ونادي إكزتر سيتي ونادي روتشديل ووولفرهامبتون واندررز ونادي باث سيتي وBridport F.C. ‏ ونادي لانارك الثالث ونادي ووركينغتون ونادي ويموث ونادي بول تاون.